# Psydrax polhillii
Psydrax polhillii är en måreväxtart som beskrevs av Diane Mary Bridson. Psydrax polhillii ingår i släktet Psydrax och familjen måreväxter.
Artens utbredningsområde är Kenya. Inga underarter finns listade i Catalogue of Life.